# Тверская АЭС
Тверская АЭС — планируемая атомная электростанция в Тверской области. В случае реализации проекта, Тверская АЭС станет второй АЭС в Тверской области, после Калининской АЭС.

## Планы
Станцию планируется построить в Ржевском или Удомельском районах.
- Запуск поэтапный: не ранее 2022 года запуск первого энергоблока с реактором типа ВВЭР-1200 установленной мощностью 1150 МВт.
- Позже, в 2022—2026 годах ввод в строй ещё трёх аналогичных энергоблоков, таким образом планируемая установленная мощность станции составляет 4600 МВт.

В распоряжении Правительства РФ от 9 июня 2017 года № 1209-р «Об утверждении Генеральной схемы размещения объектов электроэнергетики до 2035 года» планы на ввод в эксплуатацию Тверской АЭС до 2035 года отсутствуют.

## Хронология событий
- Весной 2009 года собрание депутатов Удомельского района выразило предварительное согласие на размещение на территории Удомельского района Тверской АЭС.

- 30 июня 2009 года в Удомельском районе, на территории Рядского сельского поселения, состоялась встреча общественности с Генеральным проектировщиком и представителями ОАО «Концерн Энергоатом». Она была организована в рамках предстоящих 8 июля т.г. общественных слушаний по предварительному варианту материалов оценки воздействия на окружающую среду деятельности по строительству и эксплуатации энергоблоков Тверской АЭС.[3]

- Первый заместитель генерального директора концерна «Росэнергоатом» Владимир Асмолов на VII Международно-технической конференции (МНТК-2010) сообщил, что до конца 2010 года концерн «Росэнергоатом» планирует получить лицензии на размещение двух блоков Тверской АЭС[4].

## Информация об энергоблоках
| Энергоблок      | Тип реакторов  | Мощность | Мощность | Начало строительства | Подключение к сети | Ввод в эксплуатацию | Закрытие |
| Энергоблок      | Тип реакторов  | Чистый   | Брутто   | Начало строительства | Подключение к сети | Ввод в эксплуатацию | Закрытие |
| --------------- | -------------- | -------- | -------- | -------------------- | ------------------ | ------------------- | -------- |
| Тверск-1 (план) | ВВЭР-1200A/501 | 1115 МВт | 1200 МВт |                      |                    |                     |          |
| Тверск-2 (план) | ВВЭР-1200A/501 | 1115 МВт | 1200 МВт |                      |                    |                     |          |
| Тверск-3 (план) | ВВЭР-1200A/501 | 1115 МВт | 1200 МВт |                      |                    |                     |          |
| Тверск-4 (план) | ВВЭР-1200A/501 | 1115 МВт | 1200 МВт |                      |                    |                     |          |